# Astigmatic (album)
Astigmatic – czwarty album studyjny Krzysztofa Komedy-Trzcińskiego, wydany w 1966 roku. Przez wielu recenzentów, krytyków i słuchaczy uważany jest za jedno z największych dokonań muzycznych zarówno Komedy, jak i całej polskiej szkoły jazzowej.

## Produkcja
Zbigniew Namysłowski tak opisał okres tworzenia płyty:

Wszystko było na łapu-capu. [...] Właściwe próby do nagrania i samo nagrywanie odbywały się w tym samym czasie. Wszystkiego uczyliśmy się w chwili nagrywania. Sekcja rytmiczna i w ogóle cały skład grupy powstał zupełnie przypadkowo [...] Cała płyta Astigmatic powstała w ciągu jednej nocy w Filharmonii Narodowej

## Teksty i inspiracje

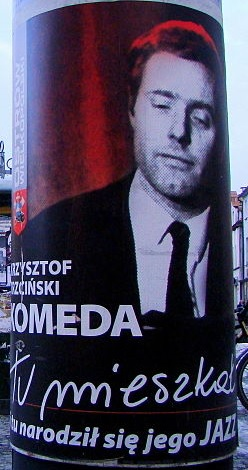
Portret Komedy na plakacie

Album to trzy rozbudowane utwory autorstwa samego Komedy. „Kattorna” oparta została na motywie z filmu Henninga Carlsena pod tym samym tytułem (pol. Kocice), zaś „Svantetic” poświęcony jest szwedzkiemu poecie i przyjacielowi Komedy Svante Foersterowi.

## Odbiór

### W Polsce
Ówczesna władza nie tolerowała zarówno muzyki Komedy, jak i całej muzyki jazzowej, uważając ją za przejaw zepsucia Zachodu. Kiedy artysta starał się o przyjęcie do ZKP, wraz z podaniem złożył swoje nagrania, m.in. z Astigmatic. Nie został jednak przyjęty, a jego nagrania uznano za „zbyt powierzchowne”.

Sława i uznanie przyszły dopiero po latach. Płyta zdobyła tytuł „najlepszego albumu polskiego jazzu wszech czasów” według czytelników magazynu Jazz Forum. Astigmatic został doceniony też przez słuchaczy radiowej Dwójki: zajął 2. miejsce w plebiscycie „Najlepsze płyty jazzowe wszech czasów” oraz 1. miejsce wśród „Najlepszych nagrań w historii polskiego jazzu”.

### Poza Polską
Richard Cook i Brian Morton w ogromnym przewodniku płytowym The Penguin Guide to Jazz on CD wśród kilku najważniejszych płyt w historii jazzu wymienili właśnie Astigmatic (innym polskim albumem w tym gronie jest Leosia Tomasza Stańki), zaś założyciel wytwórni płytowej ECM, Manfred Eicher uznał tę płytę za kamień milowy w historii jazzu. Krytyk Stuart Nicholson określił płytę „znaczącym odejściem od dominującego amerykańskiego podejścia [do jazzu] i jednocześnie powstaniem konkretnej europejskiej estetyki.”. W lutym 2008 roku Hans J. Wulff. podczas kilońskich wykładów dotyczących badania muzyki filmowej, na których przybliżał sylwetkę Krzysztofa Komedy, zaznaczył, że w podobnym tonie o płycie wypowiadali się ówcześni eksperci sceny jazzowej.

## Lista utworów
Źródło: KPPG.
Strona A
| 1. | „Astigmatic” | 22:50 |
|    |              |       |
|    |              | 22:50 |
|    |              |       |
Strona B
| 1. | „Kattorna”  | 7:20  |
|    |             |       |
| 2. | „Svantetic” | 15:50 |
|    |             |       |
|    |             | 23:10 |
|    |             |       |

## Skład
Źródło: KPPG.
Komeda Quintet w składzie:
- Krzysztof Komeda – fortepian
- Rune Carlsson – perkusja
- Günter Lenz – bas, kontrabas
- Zbigniew Namysłowski – saksofon altowy
- Tomasz Stańko – trąbka